# 新潟県道521号欠ノ上五日町線
新潟県道521号欠ノ上五日町線（にいがたけんどう521ごう かけのうえいつかまちせん）は、新潟県南魚沼市内を通る一般県道である。

## 概要

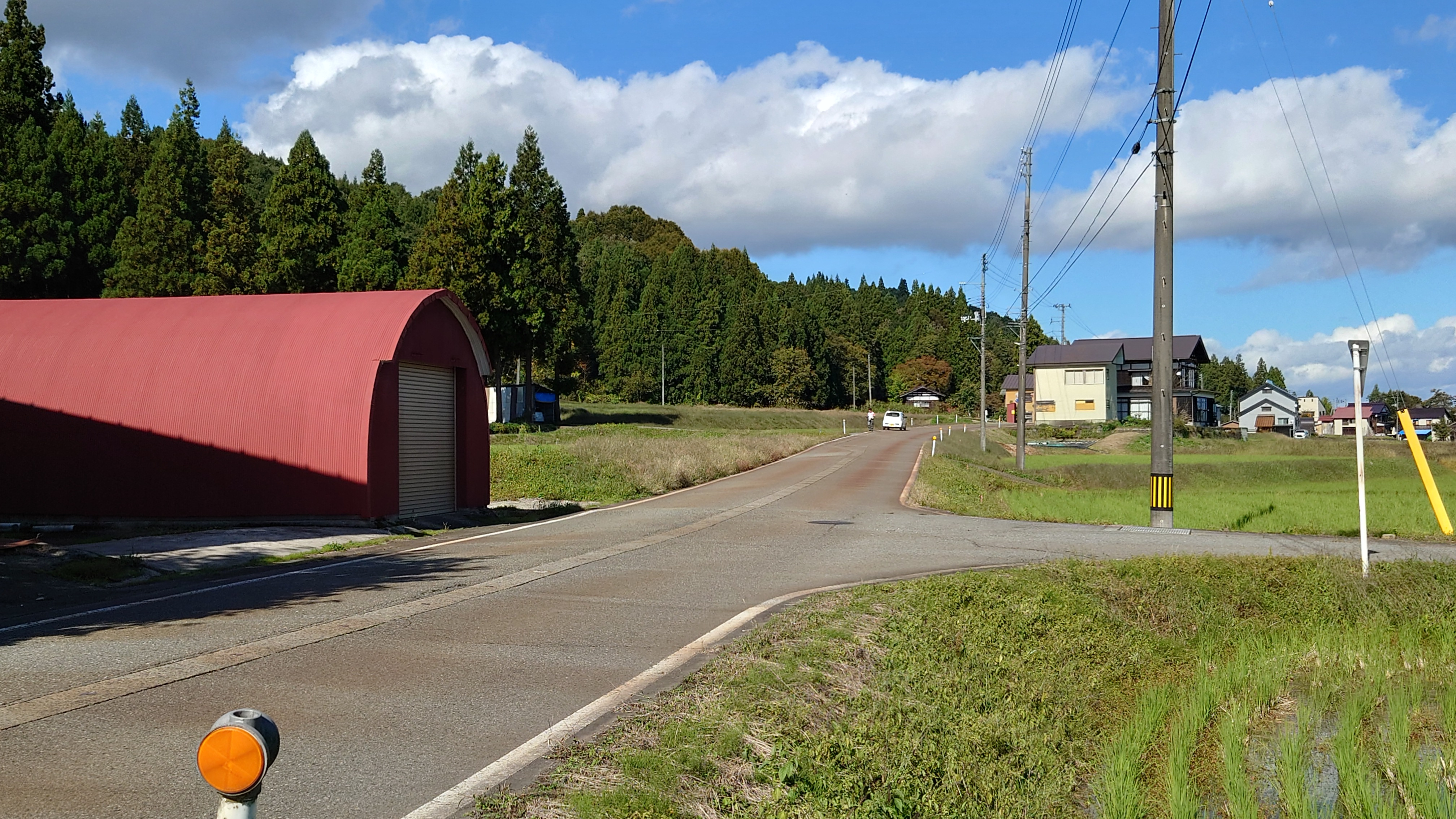
新潟県道521号欠ノ上五日町線

魚沼丘陵に沿って魚沼盆地の西縁を走り、ほぼ全線において六日町盆地西縁断層の直上を通るルートを採る。
起点の欠ノ上地内において県道74号から分岐し、南魚沼市川窪地内において国道253号との重複区間となる。八箇峠道路野田ICと接続し、単独区間となるが、魚沼丘陵駅付近にて県道214号との重複区間となる。南魚沼市四十日地内において再度単独区間となり、五日町スキー場及びそれに付随する旅館街を通り終点の五日町付近にて県道130号に接続する。

### 路線データ
- 起点：新潟県南魚沼市欠之上字下道下（新潟県道74号十日町六日町線交点）
- 終点：新潟県南魚沼市南魚沼市五日町字西浦（新潟県道130号中条五日町停車場線交点）

## 地理

### 通過する自治体
- 新潟県南魚沼市

### 接続する道路
- 新潟県道130号中条五日町停車場線
- 新潟県道214号城内焼野線
- 八箇峠道路
- 国道253号
- 新潟県道74号十日町六日町線